# Lambeau Field
Lambeau Field is een American football stadion in Green Bay (Wisconsin). Het stadion opende zijn deuren in 1957. Vaste bespelers zijn de Green Bay Packers.

## Bijnaam
Het stadion heeft de bijnaam The Frozen Tundra, oftewel de bevroren toendra. Dit komt doordat de finale van het NFL seizoen in 1967 tussen de Green Bay Packers en de Dallas Cowboys (21-17) gespeeld werd met temperaturen die daalden tot -26°C en daarbij waaide het flink. Een journalist omschreef de weersomstandigheden later als een toendra.